# 세븐틴 (일본의 잡지)
세븐틴(Seventeen)은 일본의 슈에이샤가 매월 1일 발행하는 10대 여성 타깃의 패션 잡지, 정보지이다. 약칭은 ST.

## 개요
1968년에, 종합 소녀 주간 잡지 《마가렛》의 언니 잡지 《주간 세븐틴》으로써 창간, 미국에서 1944년에 창간된《Seventeen》의 일본판으로써 출간했다. 게재 내용은 패션, 순정만화, 연예 등.
1987년에 잡지 이름 표기를 알파벳 SEVENTEEN으로 바꾸면서 판형도 리뉴얼되었다. 통권 1000호되는 1988년 1월호부터, 패션잡지로 방향을 전환함에 따라 월 2회 발행 (매월 1일·15일)으로 바뀐다. 만화 잡지였던 부분은 《월간 티아라》로서 새롭게 창간되었다. 그 후에, 경쟁사인 소학관의 《쁘띠 세븐》의 폐간 후, 급속하게 매출을 늘리고 (공칭 35만 부),
‘틴 No.1 잡지’이라고 불리고 있다. 2008년, 창간 40주년을 기념하여 월간화하고, 잡지 표기를 Seventeen으로 바꾸었다.

## 연혁
- 1968년, 청소년을 위한 종합 주간지로, 《주간 세븐틴》창간.
- 1968년, 《별책 세븐틴》 창간.
- 1973년, 《별책 세븐틴》이 《월간 세븐틴》으로 신창간.
- 1986년, 《월간 세븐틴》 폐간. 동시에 《영유》가 월간화.
- 1987년, 《주간 세븐틴》 리뉴얼. 표기를 알파벳 대문자 (SEVENTEEN)로 변경.
- 1988년, 주간에서 월2회 발간으로. 내용도 패션 잡지가 되었다. 만화잡지 부분은 《월간 티아라》로써 신창간.
- 2008년, 10월 호부터 월 2회 발간에서 월간으로. 표기를 Seventeen으로 변경.

## 전속 모델
지면에 등장하는 독점 모델은 ST모라고 불린다. ST모는 일반 공모 오디션 미스 세븐틴으로 선출되거나, 대형 연예 기획사에서 편집부에 판매하여 정기적으로 보충된다.
인기 모델은 수시로 커버(표지)를 역임하고, 연재 페이지를 담당하는 외에도, 솔로에서 포토 에세이이 발매되는 경우도 있다. OG들은 다른 패션 잡지로 이적하는 등 계속해서 활약하며, 여배우나 가수로서 전향하여 성공하는 사람도 적지 않다.
또한, 10대 여성을 위한 잡지이기 때문에 전속 모델은 주로 20세 가까이되면 졸업하는 게 보통이지만, 최근에는 높은 인기를 자랑하는 모델은 성인이 되고 나서도 한동안 머무는 경향이다.

### 현재의 전속 모델
| 이름            | 출연 기간        | 표지 횟수 | 비고                                 |
| --------------- | ---------------- | --------- | ------------------------------------ |
| 타케이 에미     | 2007년 2월 호 -  | 14        |                                      |
| 고리키 아야메   | 2008년 -         | 1         |                                      |
| 스즈키 유나     | 2009년 3월 호 -  | 5         |                                      |
| 오카모토 안리   | 2009년 3월 호 -  | －        | 《러브베리》(전속)에서 이적          |
| 히로세 아리스   | 2009년 10월 호 - | －        | 미스 ST 2009                         |
| 하시모토 아이   | 2009년 10월 호 - | －        | 미스 ST 2009                         |
| 쿠도 에미       | 2009년 10월 호 - | －        | 미스 ST 2009                         |
| 오노 이토       | 2010년 2월 호 -  | －        |                                      |
| 니시우치 마리야 | 2010년 7월 호 -  | 8         | 《nicola》(전속)에서 이적.           |
| 사카타 리카코   | 2010년 7월 호 -  | 1         | 《러브베리》(전속)에서 이적.         |
| 아베 나나미     | 2010년 10월 호 - | －        | 미스 ST 2010                         |
| 키타야마 시오리 | 2010년 10월 호 - | 1         | 미스 ST 2010                         |
| 모리카와 아오이 | 2010년 10월 호 - | －        | 미스 ST 2010                         |
| 니시노 마미     | 2010년 10월 호 - | －        | 미스 ST 2010, 전 《니코☆부치》 전속  |
| 미요시 아야카   | 2010년 10월 호 - | －        | 미스 ST 2010, 전 《니코☆부치》 전속  |
| 타테이시 하루카 | 2011년 7월 호 -  | －        | 《nicola》(전속)에서 이적            |
| 신카와 유아     | 2011년 10월 호 - | －        | 미스 ST 2011                         |
| 나카죠 아야미   | 2011년 10월 호 - | －        | 미스 ST 2011                         |
| 하시즈메 아이   | 2011년 10월 호 - | －        | 미스 ST 2011                         |
| 반도 노조미     | 2011년 10월 호 - | －        | 미스 ST 2011, 전 《Hana*chu→》 전속. |
| 호소야 리사     | 2011년 12월 호 - |           | 《Hana*chu→》(전속)에서 이적.        |
| 나카야 코하루   | 2012년 3월 호 -  | -         |                                      |
| 하루미 에레나   | 2012년 3월 호 -  | -         | 본명 에레나 베넷                     |

### 과거 전속 모델
- 아자마 뮤우 (미스 세븐틴 2002, 졸업 후에 non-no를 거쳐 CanCam 전속으로 활동) (표지 3회)
- 아사미 레이나
- 우치다 아유미 (카트리나) (미스 세븐틴 2002)
- 이시카와 아사미
- 이토 모나미
- 우치다 아사미 (미스 세븐틴 2002)
- 오오코우치 나나코
- 오가타 사야카 (미스 세븐틴 2001)
- 오가와 토모카 (토모카) (미스 세븐틴 2003, 졸업 후는 mina 전속)
- 카키노키 리사 (LISSA)
- 카토 사치코 (졸업 후는, non-no를 거쳐 with 전속)
- 키타가와 케이코 (미스 세븐틴 2003) (표지 15회)
- 기무라 카에라 (미스 세븐틴 2001) (표지 5회)
- 코이즈미 에미코
- 콘노 유리 (졸업 후에 Ray 전속.)
- 샐리 토마스 (미스 세븐틴 1999)
- 스즈키 에미 (미스 세븐틴 1999, 졸업과 동시에 PINKY(폐간)에 이적) (표지 30회)
- 세키 아야노 (미스 세븐틴 2001)
- 다나카 미호 (표지 10회)
- 츠키모토 에리 (미스 세븐틴 2000)
- 츠치야 안나
- 토쿠자와 나오코 (미스 세븐틴 2001, 졸업 후에 CanCam 전속) (표지 8회)
- 나카네 나루미 (미스 세븐틴 2003)
- 나카호도 히토미 (미스 세븐틴 2002)
- 나카무라 에미코
- 하가 유리나 (표지 1회)
- 하세가와 쿄코
- 히다카 카오루 (미스 세븐틴 2000)
- 후쿠다 아키코
- 후사 미도리 (미스 세븐틴 2001)
- 혼다 츠바사 (러브베리를 거쳐, non-no 전속)
- 마노 키리나
- 미즈하라 키코 (미스 세븐틴 2003, 졸업 후에 ViVi 전속) (표지 3회)
- 미야자와 리에 (1987년의 지면 리뉴얼 후에 레귤러 표지 모델을 맡았다.)
- 미유
- 야마시타 사에
- 요시가와 히나노

- 아사키 카즈하 (미스 세븐틴 2004) (표지 2회)
- 이치노헤 아이코 (미스 세븐틴 2003)
- 쿠도 하루카
- 코우게 아야
- 모리 에리카 (표지 2회)

- 코바야시 미호 (미스 세븐틴 2006)
- 사노 미쿠 (미스 세븐틴 2005)
- 타니구치 사야카 (표지 4회)
- 테시마 유카 (표지 6회)
- 하네 유리
- 호시카와 레이나 (미스 세븐틴 2005)
- 미조구치 마오 (미스 세븐틴 2006)

- 아라키 나나키 (미스세븐틴 2004, 졸업 후에 non-no 전속) (표지 1회)
- 우에하라 나미 (Hana* chu→으로 이적)
- 에이쿠라 나나 (표지 46회)
- 오오이시 미즈키 (미스 세븐틴 2004, 졸업 후에 ViVi 전속) (표지 12회）
- 난죠 유카 (미스 세븐틴 2005, 졸업 후에 CanCam 전속)
- 마츠자와 아카네
- 야마모토 유미 (미스 세븐틴 2006)

- 아카타니 나오코 (미스 세븐틴 2004, 졸업과 동시에 non-no 전속) (표지 2회)
- 오오마사 아야 (Candy 전 전속모델, 졸업과 동시에 non-no 전속) (표지 2회)
- 사토 아리사 (미스 세븐틴 2005, 졸업과 동시에 non-no 전속) (표지 10회)

- 미즈사와 에레나 (CANDy(전속)에서 이적, 졸업과 동시에 non-no 전속) (표지 4회)
- 이시바지 안나
- 타키자와 카렌 (미스 세븐틴 2008 졸업 후에 JJ에 전속)
- 타카다 아리사 (미스 세븐틴 2009)
- 키리타니 미레이 (표지 34회)

- 아리스에 마유코 (미스ST 2007) (표지 3회)
- 오카모토 아즈사
- 쿠사카리 마유
- 미나미 하루 (표지 7회)
- 다나카 아사미 (미스ST 2007)